# Anton Menth
Anton Menth (* 27. Juli 1939 in Richterswil, heimatberechtigt in Solothurn; † 1. Juli 2021) war ein Schweizer Physiker und Manager. Er war Verwaltungsratspräsident der Schweizer Post.

## Leben
Anton Menth wuchs in der Stadt Solothurn auf und besuchte dort die Kantonsschule. Nach einem Physikstudium promovierte 1967 an der ETH Zürich im Laboratorium für Festkörperphysik bei Georg Busch und Walter Baltensperger mit der Arbeit Elektronische Eigenschaften von γ-Messing. Nach einem vierjährigen Forschungsaufenthalt in den Bell Laboratories in Murray Hill, USA, trat er 1971 ins neue Forschungszentrum der Firma Brown Boveri & Cie (BBC, heute ABB) in Dättwil ein. Aus seiner Arbeit resultierten eine Reihe von Patentanmeldungen. Anschliessend war er in verschiedenen Kaderpositionen für BBC tätig. Von 1984 bis 1988 war er während der Fusion von BBC mit ASEA zur ABB Leiter des Geschäftsbereichs Industrieanlagen. In den Jahren 1988 bis 1989 leitete er die Konzerngruppe Wehrtechnik bei der Werkzeugmaschinenfabrik Oerlikon. Die nächsten zwei Jahre arbeitete er gleichzeitig als Professor für Physik an der ETH Zürich und als Direktor des Paul Scherrer Instituts in Würenlingen und Nachfolger von Jean-Pierre Blaser. Nach einer vierjährigen Amtszeit als Geschäftsführer der Oerlikon-Contraves wechselte er 1995 zur Tornos S.A. in Moutier. Dort führte er als Delegierter des  Verwaltungsrats und Geschäftsführer (CEO) die erfolgreiche Restrukturierung des in Schwierigkeiten steckenden Unternehmens durch. Der schweizerische Bundesrat wählte Menth 2002 als Verwaltungsratspräsidenten der Schweizer Post. Dieses Amt übte er bis zur Erreichung der Altersgrenze von 70 Jahren in 2009 aus.
Menth war verheiratet und hatte drei erwachsene Kinder.

## Weitere Tätigkeiten
- Verwaltungsrat der Bank CIC (Schweiz) AG, Basel
- Verwaltungsrat Swisscontrol / Skyguide 1998 bis 2003, Bern